# Tom Van Dyck
Tom Van Dyck, né le 20 juin 1972 , est un acteur de cinéma belge. 

## Biographie
Tom Van Dyck est connu pour sa participation au sketch Boemerang de la série télévisée humoristique In de gloria, où il joue le personnage d'Erik Hartman, un présentateur télévision qui s'esclaffe en face d'un handicapé dont la voix est surprenante.
Tom Van Dyck joue notamment en 2003 dans La Mémoire du tueur.

## Filmographie
- 1993 : Republiek (court-métrage)
- 2002 : Fait d'hiver (court-métrage)
- 2003 : La Mémoire du tueur
- 2005 : Matrioshki : Le Trafic de la honte : Vincent Dockx (VF : Tony Joudrier)
- 2005 :  Dennis van Rita
- 2006 : Fernsehturm (court-métrage)
- 2009 : Het geheim van Mega Mindy : colonel Kleptoe
- 2010 : Frits et Freddy
- 2015 : Safety First: The Movie : Andy
- 2015 : Ay Ramon! : capitaine Verschepen
- 2016 : Pippa : Glenn
- 2018 : Ne tirez pas (Niet schieten) de Stijn Coninx : Carlos
- 2020 : Bandits des Bois : le bailli Jean-Philippe Baru